# Teresa Ciepły
Teresa Ciepły (Brodnia Górna, 19 oktober 1937––8 maart 2006, Bydgoszcz) was een atleet uit Polen.
Op de Olympische Zomerspelen 1960 in Rome liep ze de 100 meter sprint, de 80 meter horden en de 4×100 meter estafette. Met het Poolse estafette-team haalde ze de bronzen medaille.
Op de Europese kampioenschappen in 1962 won ze twee titels, op de 80 meter horden en op de 4×100 meter sprint-estafette. Op de 100 meter sprint werd ze tweede.
Op de Olympische Zomerspelen in 1964 liep ze weer de 80 meter horden, en behaalde ze met het Poolse estafette-team op de 4×100 meter vrouwen de gouden medaille.

## Privé
Ciepły was getrouwd met Olympisch kogelslingeraar Olgierd Ciepły.
- World Athletics: 14430571
- Nationale Bibliotheek van Polen: a0000002841579
- Virtual International Authority File: 6884151778231418130006

1928: Rosenfeld, Smith, Bell, Cook ·
1932: Carew, Furtsch, Rogers, Von Bremen ·
1936: Bland, Rogers, Robinson, Stephens ·
1948: Stad-de Jong, Witziers-Timmer, van der Kade-Koudijs, Blankers-Koen ·
1952: Faggs, Jones, Moreau, Hardy ·
1956: Strickland, Croker, Mellor, Cuthbert ·
1960: Hudson, Williams, Jones, Rudolph ·
1964: Ciepły, Kirszenstein, Górecka, Kłobukowska ·
1968: Ferrell, Bailes, Netter, Tyus ·
1972: Krause, Mickler-Becker, Richter, Rosendahl ·
1976: Oelsner, Stecher, Bodendorf, Eckert ·
1980: Müller, Wöckel, Auerswald, Göhr ·
1984: Brown, Bolden, Cheeseborough, Ashford ·
1988: Brown, Echols, Griffith-Joyner, Ashford ·
1992: Ashford, Jones, Guidry, Torrence ·
1996: Devers, Miller, Gaines, Torrence ·
2000: Fynes, Sturrup, Davis, Ferguson ·
2004: Lawrence, Simpson, Bailey, Campbell ·
2008: Borlée, Mariën, Ouédraogo, Gevaert ·
2012: Madison, Felix, Knight, Jeter ·
2016: Madison, Felix, Gardner, Bowie ·
2020: Williams, Thompson-Herah, Fraser-Pryce, Jackson ·
2024: Jefferson, Terry, Thomas, Richardson